# Charles Delacommune
Charles Eugéne Edouard Delacommune (París, 26 de febrero de 1895 - París, 14 de septiembre de 1950) fue un inventor y productor de cine francés conocido por su patente del Synchro-Ciné, de 1921, un dispositivo pionero en las técnicas de la sincronización audiovisual, por procedimientos mecánicos y todavía en directo por los intérpretes. Además de continuar su labor inventiva con otros diversos aparatos, emprendió la vía empresarial con la productora de cine del mismo nombre (Synchro-ciné), produciendo documentales realizados de acuerdo a su maquinaria. Más adelante realizó y distribuyó todo tipo de películas.

## El Procedimiento Delacommune de sincronismo cinemático

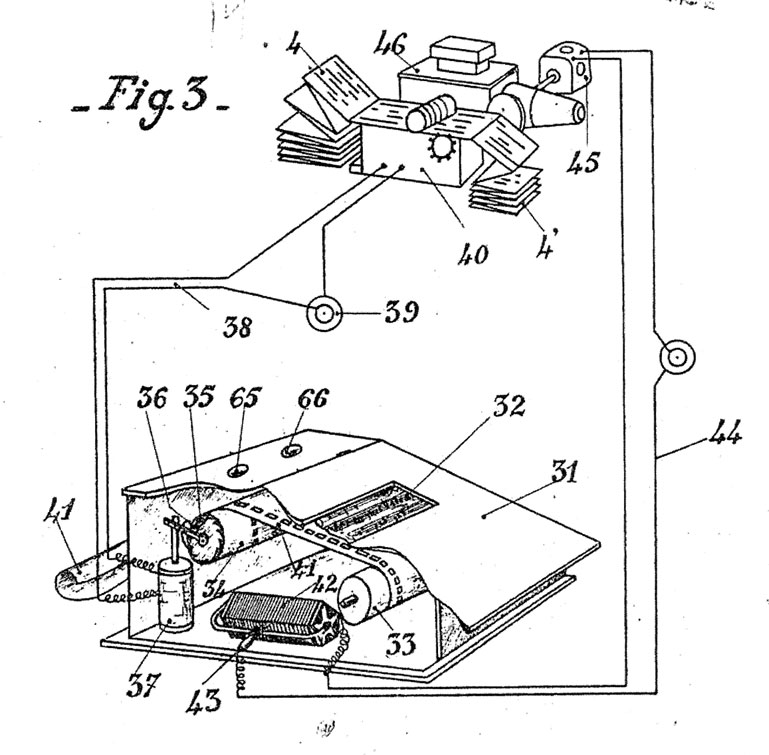
El Synchro-Ciné de Charles Delacommune. Modelo original de 1921

Definido por él mismo como un procedimiento y dispositivo para la realización del denominado sincronismo cinemático, su procedimiento y pupitre de sincronización, muy utilizado para conferencias en escuelas (para lo que se diseñó originalmente), fue utilizado también con notorio éxito para dirigir desde él orquestas sinfónicas (o solistas) de manera sincronizada con las películas. ElDorado, L'Inhumaine o Pacific 231 fueron algunas de las que se musicaron, en directo, con su dispositivo. El Ballet mécanique, que se intentó sincronizar con ella según consta en los contratos, no se pudo realizar, finalmente, posiblemente debido a la dificultad de la música de Antheil, pero la compañía Synchro-Ciné quedó como su Distribuidora oficial durante varios años y aún hoy la mayoría de sus copias tienen su logo en la entrada y salida.
Durante toda la década (1920-30) estuvo desarrollando los diversos elementos de su procedimiento Delacommune hasta su perfeccionamento, realizando continuas patentes de los diversos componentes, materiales y métodos a utilizar. En el caso de mayor expansión y potencialidad del sistema podía llegar a controlar nueve dispositivos diferentes, si bien de forma muy inestable y simple.
Con la llegada del cine sonoro, su técnica de interpretación en directo terminó realizando una gran aportación a las posteriores técnicas del doblaje, ya que su procedimiento y dispositivo (especialmente el elemento denominado banda cinemática) son un precedente inmediato de la denominada banda ritmográfica, herramienta básica de esos trabajos hasta hace poco, y su posterior sustitución por sistemas digitales.
Por otro lado, en sentido amplio, su sistema podría considerarse un precedente lejano tanto de las mesas de mezclas audiovisuales (incluyendo mesas especiales de composición audio-vídeo para el trabajo conjunto de compositor y director-montador), como de los sistemas MIDI de control digital, al ser capaz de disparar diversos elementos desde una secuencia de datos grabadas en una banda deslizante de papel perforado, término medio entre los rollos de pianola de la década anterior, y las bandas perforadas de los primeros ordenadores que llegarían años más tarde.

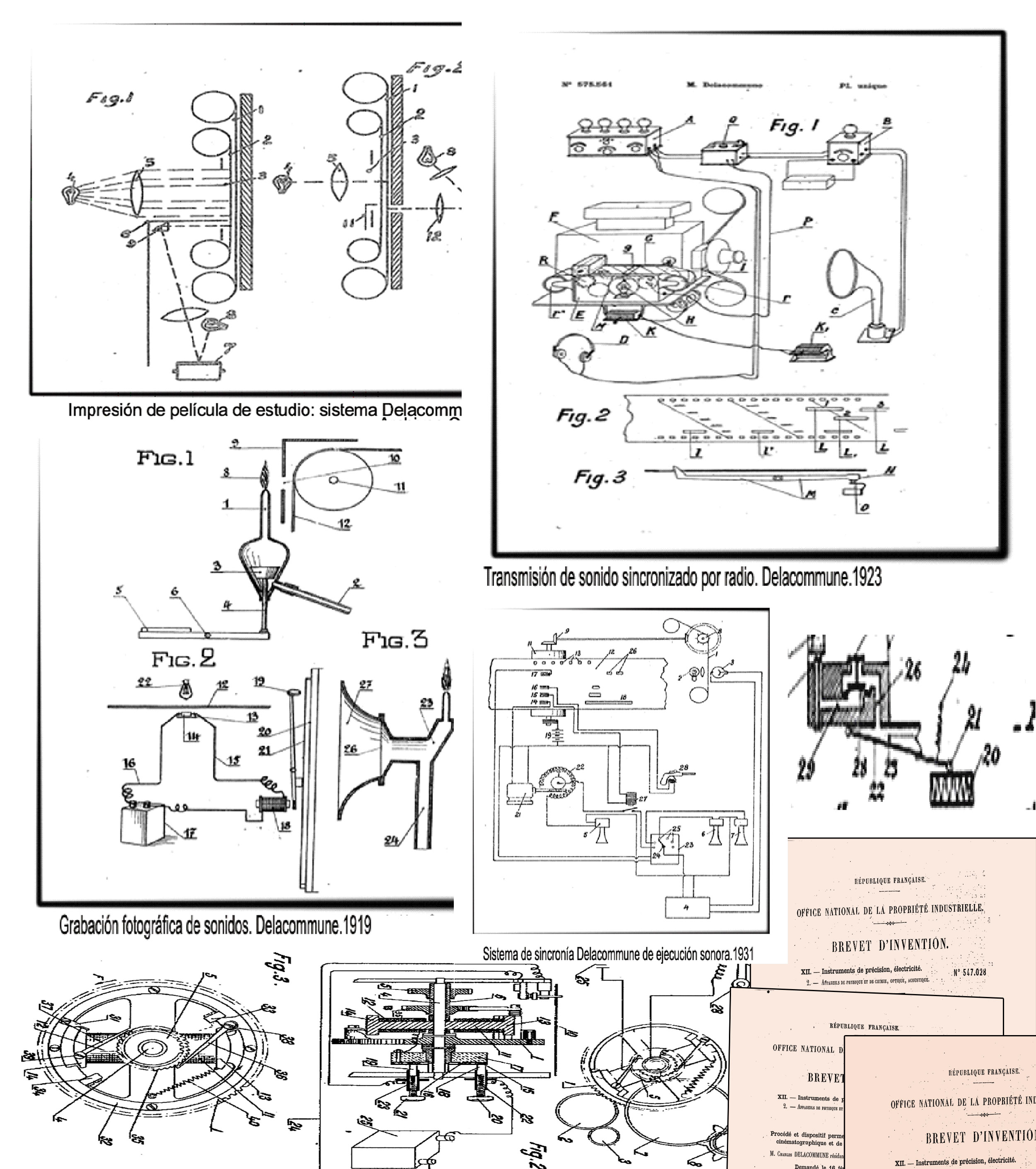
Otros inventos de Charles Delacommune

## Biografía
Perteneciente a una familia siempre relacionada con las maquinarias técnicas y la fontanería a gran escala, dedicada al suministro del ejército, Charles Delacommune se crio prácticamente en el taller de maquinaria (que estaba en su propia casa), y desde pequeño participó en las pruebas y ensayos sobre avances técnicos. Personaje polifacético, fue también, entre otras cosas, doctor en agronomía a los 18 años, héroe de guerra, aviador, escritor militar, pintor y marchante de cuadros.
Figura relevante en el aspecto inventivo (fueron muchos los inventos que realizó en un corto espacio de tiempo y con medios precarios: entre otros, un primer intento de grabación de sonido en el celuloide ya en 1919 por medio de llamas de gas); o el Procedimiento y dispositivo para la sincronización de una proyección cinematográfica con una audición de telefonía sin hilos con el objeto de compaginar sincronismos de intérpretes en directo con otros sonidos emitidos por radio desde una emisora, simultáneamente en las diversas salas conectadas al sistema; de 1923. Consta también un visor de tiro para aviones (diseñado en la guerra) cuya patente se ha perdido, y un aparato para hacer ruidos diversos (ciné-bruiteur), cuyo diseño está inmerso en una de las complejas modernizaciones de su sistema (con múltiples patentes particulares en cada solicitud).
Fue, por otro lado, muy controvertido y reprobable en el aspecto político al final de su carrera. En 1935 se arruina su compañía y se emprende una campaña nacional para salvarlo del desahucio. Poco después, comienza a acercarse al régimen de Vichy, con el que termina colaborando como ejecutivo de sus nuevos organismos cinematográficos. Parece que en este tiempo suscribe documentales de tintes racistas, aunque no nos han llegado pruebas concretas.
El final de la II Guerra Mundial trae la desaparición de sus dispositivos y la desaparición del personaje, dado por eliminado (depurado) con la llegada de las tropas de liberación. Y, quizás justificadamente, su caída en el total olvido. Sin embargo, la realidad es que se salvó, se escondió en Montmartre donde se convirtió en marchante de cuadros y animador cultural; y murió, al final, en el mismo París, siempre manteniendo un incógnito casi absoluto.